# Патрик Батистон
Патрѝк Батисто̀н (на френски: Patrick Battiston) е бивш френски футболист и дългогодишен състезател на националния отбор по футбол на Франция, играл на поста защитник. Участва на три световни първенства (1978, 1982 и 1986). Европейски шампион от Евро 84 , бронзов медалист от Мондиал 86, като в последния мач и в отсъствието на Мишел Платини извежда „петлите“ с капитанската лента срещу отбора на Белгия.
Участва и на Мондиал 82 на което Франция губи мача за 3-то място срещу отбора на Полша след загуба с 3 – 2. На клубно ниво е петкратен шампион на Франция със Сент Етиен (1981), Бордо (1984, 1985 и 1987 г.) и Монако (1988).
След края на състезателната си кариера остава на работа в Бордо. През годините води различните юношески формации, а по-късно е директор на школата на клуба, като паралелно с това от юни 1998 г. води и втория отбор.

## Трагедията в Севиля
Името му е свързано с една от най-зловещите контузии в световния футбол. На 8 юли 1982 г. в полуфинален мач от Мондиал 82 вратаря на Западна Германия Тони Шумахер при едно центриране и в борба за висока топка буквално нокаутира Батистон. Френският футболист губи съзнание, за момент изпада в кома и се разделя с предните си два зъба. Пет години по-късно Шумахер издава автобиография Начален сигнал, в която описва инцидента.

## Успехи
Сент Етиен
- Шампион на Франция (1): 1980 – 81
- Купа на Франция
  - Финалист (2): 1980 – 81, 1981 – 82

 Бордо
- Шампион на Франция (3): 1983 – 84, 1984 – 85, 1986 – 87
- Купа на Франция (1): 1985 – 86

 Монако
- Шампион на Франция (1): 1987 – 88
- Купа на Франция
  - Финалист (1): 1988 – 89

 Франция
- Европейски шампион (1): Евро 84
- Световно първенство по футбол
  - 3-то място – Мондиал 86
    - 4-то място – Мондиал 82